# Græs slaas med Le. Sæd ved Tønder
|  | Denne artikel er oprettet af botten Steenthbot ud fra en ekstern database. Den kan derfor have sproglige fejl eller mangler. Denne skabelon kan fjernes efter kontrol af indholdet. |

Græs slaas med Le. Sæd ved Tønder er en dansk dokumentarisk optagelse fra 1929.

## Handling
Mand slår græs med le ved landsbyen Sæd nær Tønder.